# الرومانية الكاثوليكية في نيبال

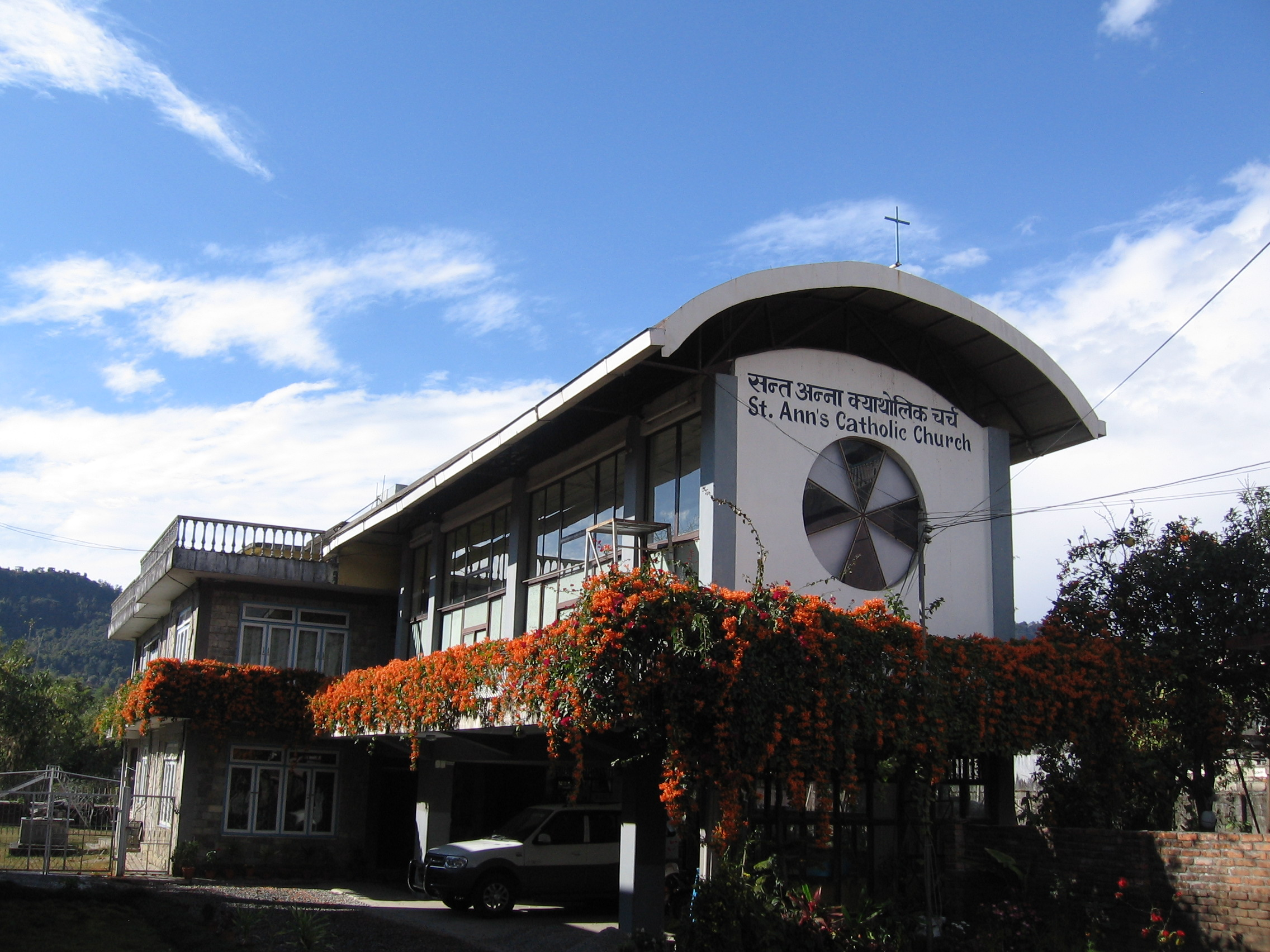
كنيسة القديسة حنة الكاثوليكية في بوخارا.

الكنيسة الكاثوليكية النيباليَّة هي جزء من الكنيسة الكاثوليكية العالمية في ظل القيادة الروحية للبابا في روما؛ واعتباراً من عام 2011 ضمت البلاد أكثر من 10,000 كاثوليكي. نشرت الكاثوليكية لأول مرة في نيبال خلال القرن الثامن عشر، على الرغم من أنه بين عام 1810 إلى عام 1950 لم يُسمح للمبشرين الدخول في مملكة نيبال. منذ عام 1951 تم السماح للمبشرين مرة أخرى، وعلى الرغم من التبشير ظل غير قانوني، والتحول إلى المسيحية ظل غير قانوني حتى عام 1990. في عام 1983 أنشئت بعثة كاثوليكي تغطي نيبال، وفي عام 1996 أصبحت بمثابة محافظة الرسولية. لم يضن الدستور النيبالي عام 1990 الحرية الدينية للمسيحيين، ولكن اعتباراً من مايو عام 2006 أعلنت نيبال كدولة علمانية. ويضمن الدستور المؤقت، الذي وضع في صيغته النهائية في عام 2007، بعض الحرية الدينية ولكنه يحظر على الناس محاولة تحويل الآخرين. في 10 فبراير 2007، رفع بندكت السادس عشر محافظة نيبال إلى رتبة نيابة وعين أنتوني فرانسيس شارما كأول نائب وأول أسقف نيبالي للكنيسة الكاثوليكية. واستجاب الكاثوليك أيضاً لافتتاح نيبال في عام 1951، ولكن النمو العددي للكاثوليك النيباليين كان أبطأ من البروتستانتية. قام الراهب اليسوعي امارشال موران بتأسيس مدرسة القديس كسفاريوس على حافة وادي كاتماندو في عام 1951. وكانت مدرسة القديس كسفاريوس تهتم أساساً بأبناء الطبقات العليا للمجتمع النيبالي، بما في ذلك أفراد العائلة المالكة. وأصبح موران، الذي كان مدير المدرسة شخصية في المجتمع النيبالي خلال عقد 1950. كما قدم المبشرون اليسوعيون مساهمات ملحوظة في المنح الدراسية حول التاريخ والديانات النيبالية. وبسبب موقف أقل انفتاحاً تجاه المتحولين المحتملين، وحقيقة أنهم قد عملوا بشكل رئيسي بين النخبة، نمت الكنيسة الكاثوليكية النيبالية ببطء بالمقارنة مع نمو الكنائس البروتستانتية.